# Leichtathletik-Weltmeisterschaften 2019/Teilnehmer (Spanien)
| Gelbes Symbol für Goldmedaillen mit stilisierten Olympischen Ringen | Graues Symbol für Silbermedaillen mit stilisierten Olympischen Ringen | Braundes Symbol für Bronzemedaillen mit stilisierten Olympischen Ringen |
| ------------------------------------------------------------------- | --------------------------------------------------------------------- | ----------------------------------------------------------------------- |
| —                                                                   | —                                                                     | 1                                                                       |

Der Leichtathletikverband von Spanien will an den Leichtathletik-Weltmeisterschaften 2019 in Doha teilnehmen. 40 Athletinnen und Athleten wurden im September vom spanischen Verband nominiert.

## Ergebnisse

### Frauen

#### Laufdisziplinen
| Athletin                | Disziplin        | Vorlauf              | Vorlauf              | Halbfinale           | Halbfinale           | Finale               | Finale               |
| Athletin                | Disziplin        | Zeit                 | Platz                | Zeit                 | Platz                | Zeit                 | Platz                |
| ----------------------- | ---------------- | -------------------- | -------------------- | -------------------- | -------------------- | -------------------- | -------------------- |
| Esther Guerrero         | 1500 m           | 4:06,99              | 09                   | 4:16,66 min          | 19                   | DNQ                  | DNQ                  |
| Marta Pérez             | 1500 m           | 4:07,48 min          | 13                   | 4:10,45 min          | 11                   | DNQ                  | DNQ                  |
| Elena Loyo              | Marathon         | nicht auf Startliste | nicht auf Startliste | nicht auf Startliste | nicht auf Startliste | nicht auf Startliste | nicht auf Startliste |
| Marta Galimany          | Marathon         |                      |                      |                      |                      | 2:47:45 h            | 16                   |
| Irene Sánchez-Escribano | 3000 m Hindernis | 9:37,34 min          | 20                   |                      |                      | DNQ                  | DNQ                  |
| Laura García-Caro       | 20 km Gehen      |                      |                      |                      |                      | 1:44:05 h            | 33                   |
| Raquel González         | 20 km Gehen      |                      |                      |                      |                      | 1:38:02 h            | 15                   |
| María Pérez García      | 20 km Gehen      |                      |                      |                      |                      | 1:35:43 h            | 08                   |
| Mar Juárez              | 50 km Gehen      |                      |                      |                      |                      | 4:39:28 h            | 10                   |
| Julia Takacs            | 50 km Gehen      |                      |                      |                      |                      | 4:38:20 h            | 08                   |

#### Sprung/Wurf
| Athletin          | Disziplin  | Qualifikation | Qualifikation | Finale     | Finale |
| Athletin          | Disziplin  | Weite/Höhe    | Platz         | Weite/Höhe | Platz  |
| ----------------- | ---------- | ------------- | ------------- | ---------- | ------ |
| Ana Peleteiro     | Dreisprung | 14,23 m       | 08            | 14,47 m    | 06     |
| Patricia Sarrapio | Dreisprung | 13,58 m       | 23            | DNQ        | DNQ    |

### Männer

#### Laufdisziplinen
| Athlet | Disziplin        | Vorlauf        | Vorlauf | Halbfinale     | Halbfinale | Finale      | Finale   |
| Athlet | Disziplin        | Zeit           | Platz   | Zeit           | Platz      | Zeit        | Platz    |
| --- | ---------------- | -------------- | ------- | -------------- | ---------- | ----------- | -------- |
| Adrián Ben | 800 m            | 1:46,12 min    | 17      | 1:44,97 min PB | 05         | 1:45,58 min | 06       |
| Álvaro de Arriba | 800 m            | 1:45,67 min    | 07      | 1:46,09 min    | 16         | DNQ         | DNQ      |
| Mariano García | 800 m            | 1:49,08 min    | 38      | DNQ            | DNQ        | –           | –        |
| Jesús Gómez | 1500 m           | 3:36,72 min    | 08      | 3:40,29 min    | 24         | DNQ         | DNQ      |
| Kevin López | 1500 m           | 3:37,62 min    | 15      | 3:37,56 min    | 19         | DNQ         | DNQ      |
| Adel Mechaal | 1500 m           | 3:37,95 min    | 25      | DNQ            | DNQ        | –           | –        |
| Daniel Mateo | Marathon         |                |         |                |            | 2:12:15 h   | 10       |
| Orlando Ortega | 110 m Hürden     | 13,05 s        | 01      | 13,16 s        | 04         | 13,30 s     | Bronze F |
| Sergio Fernández | 400 m Hürden     | 50,71 s        | 29      | DNQ            | DNQ        | –           | –        |
| Daniel Arce | 3000 m Hindernis | 8:31,69 min    | 28      |                |            | DNQ         | DNQ      |
| Fernando Carro Morillo | 3000 m Hindernis | 8:13,56 min    | 05      |                |            | 8:12,31 min | 11       |
| Ibrahim Ezzaydouni | 3000 m Hindernis | 8:23,99 min    | 17      |                |            | DNQ         | DNQ      |
| Diego García | 20 km Gehen      |                |         |                |            | 1:41:14 h   | 35       |
| Miguel Ángel López | 20 km Gehen      |                |         |                |            | 1:35:00 h   | 26       |
| Álvaro Martín | 20 km Gehen      |                |         |                |            | 1:33:20 h   | 22       |
| Jesús Ángel García | 50 km Gehen      |                |         |                |            | 4:11:28 h   | 08       |
| José Ignacio Díaz | 50 km Gehen      |                |         |                |            | DNF         | DNF      |
| Marc Tur | 50 km Gehen      |                |         |                |            | 4:24:38 h   | 19       |
| - Julio Arenas - Darwin Echeverry - Samuel García - Óscar Husillos nicht auf Startliste: - Lucas Búa - Sergio Fernández - Mark Ujakpor - Adrián Rocando | 4 × 400 m        | 3:04,27 min SB | 13      |                |            | DNQ         | DNQ      |

#### Sprung/Wurf
| Athlet            | Disziplin  | Qualifikation | Qualifikation | Finale     | Finale |
| Athlet            | Disziplin  | Weite/Höhe    | Platz         | Weite/Höhe | Platz  |
| ----------------- | ---------- | ------------- | ------------- | ---------- | ------ |
| Eusebio Cáceres   | Weitsprung | 8,01 m        | 06            | 8,01 m     | 7      |
| Héctor Santos     | Weitsprung | 7,69 m        | 19            | DNQ        | DNQ    |
| Javier Cienfuegos | Hammerwurf | 76,90 m       | 05            | 76,57 m    | 7      |
| Alberto González  | Hammerwurf | 71,69 m       | 28            | DNQ        | DNQ    |